# Jack White
John Anthony White (nacido Gillis), más conocido como Jack White (Detroit, Míchigan, 9 de julio de 1975), es un músico multiinstrumentista, productor y actor estadounidense conocido por haber sido el guitarrista y cantante de la banda de rock de The White Stripes y por su capacidad de improvisación en directo. También es miembro de las bandas The Raconteurs y The Dead Weather. En 2012, publicó Blunderbuss, su primer álbum de estudio. Lazaretto, su segundo álbum, se lanzó en 2014. En marzo de 2018 publicó Boarding House Reach; el 8 de abril de 2022, Fear of the Dawn; y el 22 de julio de 2022, Entering Heaven Alive.
Durante los años 90, participó en varias bandas under de Detroit mientras trabajaba en una tapicería. En 1997, formó The White Stripes con su esposa de entonces, Meg White. La banda, luego de su tercer álbum, White Blood Cells, creció en popularidad y fue aclamada por la crítica por sus siguientes álbumes. 
Jack apareció en el puesto número setenta en la lista de «Los 100 mejores guitarristas de todos los tiempos» de la revista Rolling Stone. La popularidad de la banda le dio la oportunidad de trabajar como solista con renombrados artistas como Loretta Lynn (para quien lanzó el álbum Van Lear Rose en 2004), Beck, The Rolling Stones y Bob Dylan. En 2005, fue uno de los fundadores del grupo The Raconteurs.
Ha aparecido en películas como actor o en simples cameos y ha compuesto música para las películas Cold Mountain, Quantum of Solace (junto a Alicia Keys) y El gran Gatsby (2013).

## Infancia y juventud

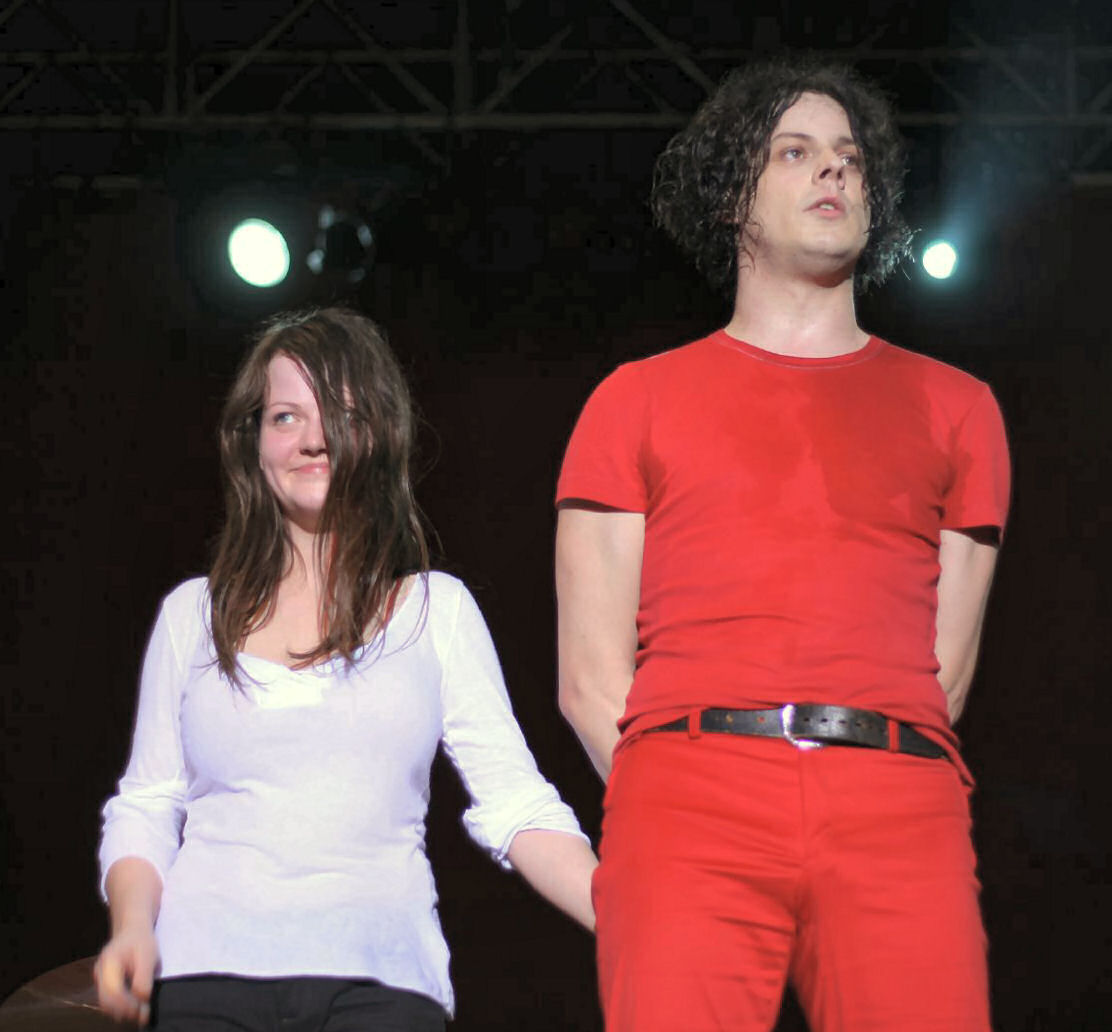
Jack White con Meg White.

Jack, el menor de 10 hijos (7 varones y 3 mujeres), nació en Detroit (estado de Míchigan), hijo de Teresa y Gorman Gillis. Su padre y su madre trabajaban para la Arquidiócesis de Detroit, como encargado de mantenimiento y secretaria del cardenal, respectivamente. Jack, como sus seis hermanos, fue monaguillo. 
De pequeño le gustaba la música clásica. Comenzó a tocar la batería cuando tenía 5 años. Aunque se crio cerca de una zona mexicana de clase baja en el suroeste de Detroit, sus preferencias musicales no eran las mismas que las de sus compañeros, que escuchaban electrónica y hip hop. Él, de adolescente, escuchaba blues y rock de la década de 1960, lo que luego lo marcaría e influenciaría la música de The White Stripes. Son House y Blind Willie McTell eran sus músicos de blues favoritos.
En 2005, en el programa 60 Minutes, dijo que su vida pudo haber sido completamente diferente. «Me habían aceptado en un seminario en Wisconsin y quería ser sacerdote, pero en el último momento pensé: "Iré a una escuela pública". Había conseguido un nuevo amplificador y no creía que pudiera llevarlo conmigo». 
Después de trabajar en varias tiendas, empezó un negocio de tapicería, llamado Third Man Upholstery, oficio que aprendió a los 15 de Brian Muldoon, un amigo de la familia. El eslogan del negocio era «Tus muebles no están muertos» y la combinación de colores era de amarillo y negro, la cual también incluía una camioneta amarilla, un uniforme amarillo y negro y un anotador amarillo. Al negocio nunca le faltó trabajo, pero tampoco era muy rentable debido a su desinterés por el dinero y las prácticas que realizaba, calificadas como poco profesionales, las cuales incluían hacer recibos de crayón y escribir poesía dentro de los muebles.

## Carrera

### Primeros pasos
La primera experiencia musical profesional de White fue en los primeros años de la década de 1990 como el baterista de la banda de cowpunk Goober and the Peas, oriunda de Detroit. Esto lo llevó a trabajar con varias bandas como The Go en su álbum Whatcha Doin, y Two-Star Tabernacle. Aparte de ser su mentor y su vecino, Muldoon tocaba la batería en jam sessions nocturnas. Informalmente, se llamaban «Two Part Resin», aunque el único sencillo editado por el dúo está a nombre de «The Upholsterers».

### The White Stripes

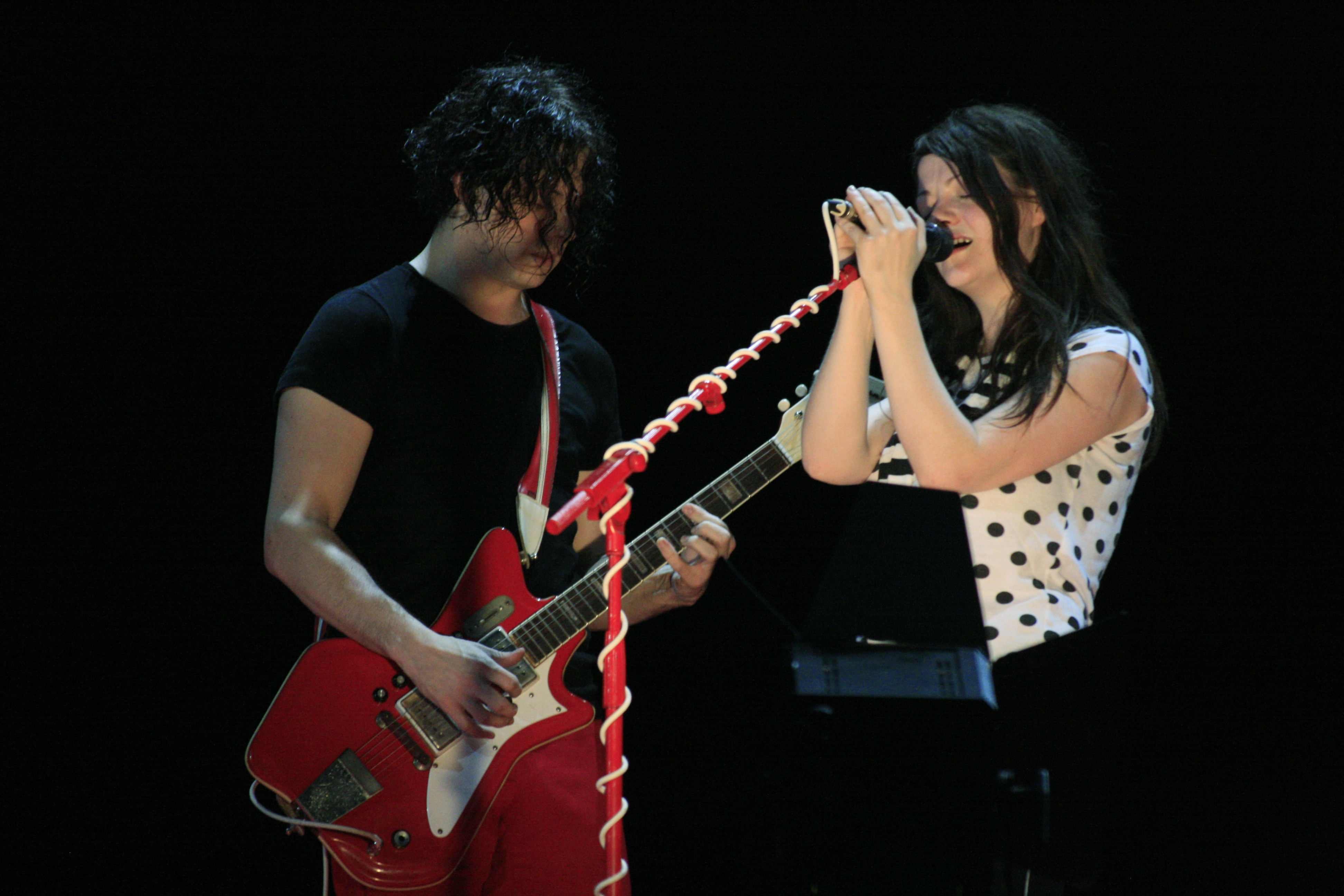
The White Stripes en el Wireless Festival, 2007.

Jack y Meg White se casaron el 21 de septiembre de 1996. De forma poco ortodoxa, Jack tomó el apellido de Meg. Después de casados, Jack se movió por diferentes bandas, pero no fue hasta 1997 que Meg trató de tocar la batería. En palabras de Jack: «Cuando comenzó a tocar la batería conmigo, se sintió liberador y refrescante. Había algo en eso que me abría». La joven pareja se convirtió en The White Stripes, y en julio de ese mismo año se presentó en público por primera vez en Gold Dollar de Detroit. A pesar de estar casados, se presentaban públicamente como hermanos. 
En 2007 la banda grabó su sexto álbum de estudio, Icky Thump, y una gira para promocionarlo comenzó el 22 de julio, pero en septiembre de ese mismo año se canceló el resto de la gira debido a que Meg sufría problemas de ansiedad. El 2 de febrero de 2011, Jack y Meg White anunciaron la separación definitiva de la banda en un comunicado a sus seguidores a través de la página de internet de Third Man Records, sello discográfico de la propiedad de Jack White.

### The Raconteurs

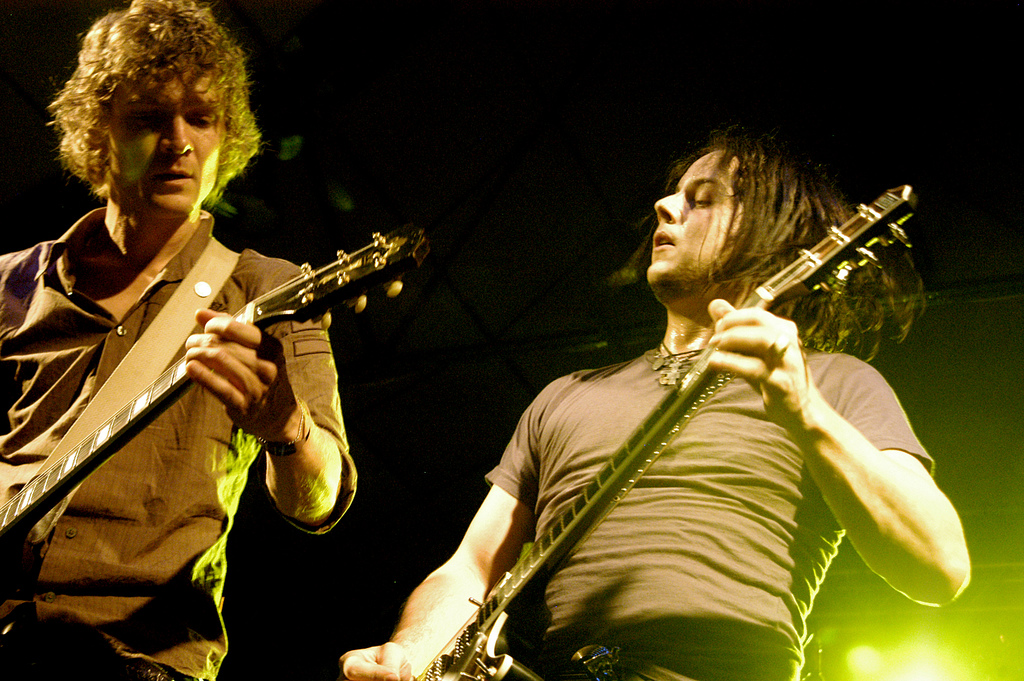
Brendan Benson y Jack White.

A mediados del 2005, White y su amigo Brendan Benson escribieron juntos la canción «Steady, as She Goes», la cual se convirtió en el primer sencillo de su nueva banda. Ambos formaron The Raconteurs junto a Patrick Keeler y Jack Lawrence. En lo que quedó del año la banda se juntó a grabar lo que sería su álbum debut Broken Boy Soldiers, lanzado el siguiente año. Debido al éxito de sus miembros en otras bandas, fueron rápidamente catalogados como una superbanda, pero ellos declararon que solamente eran «una nueva banda hecha de viejos amigos». Debido a problemas legales, son conocidos como The Saboteurs en Australia.
Después de las buenas críticas recibidas, en enero de 2008 comenzaron la producción de su siguiente álbum: Consolers of the Lonely, lanzado el 25 de mayo de ese año. Gracias a la diversidad del álbum y a su sonido caótico, recibió mejores críticas que su predecesor. En 2019 lanzaron el disco Help Us Stranger bajo el sello del artista Third Man Records.

### The Dead Weather

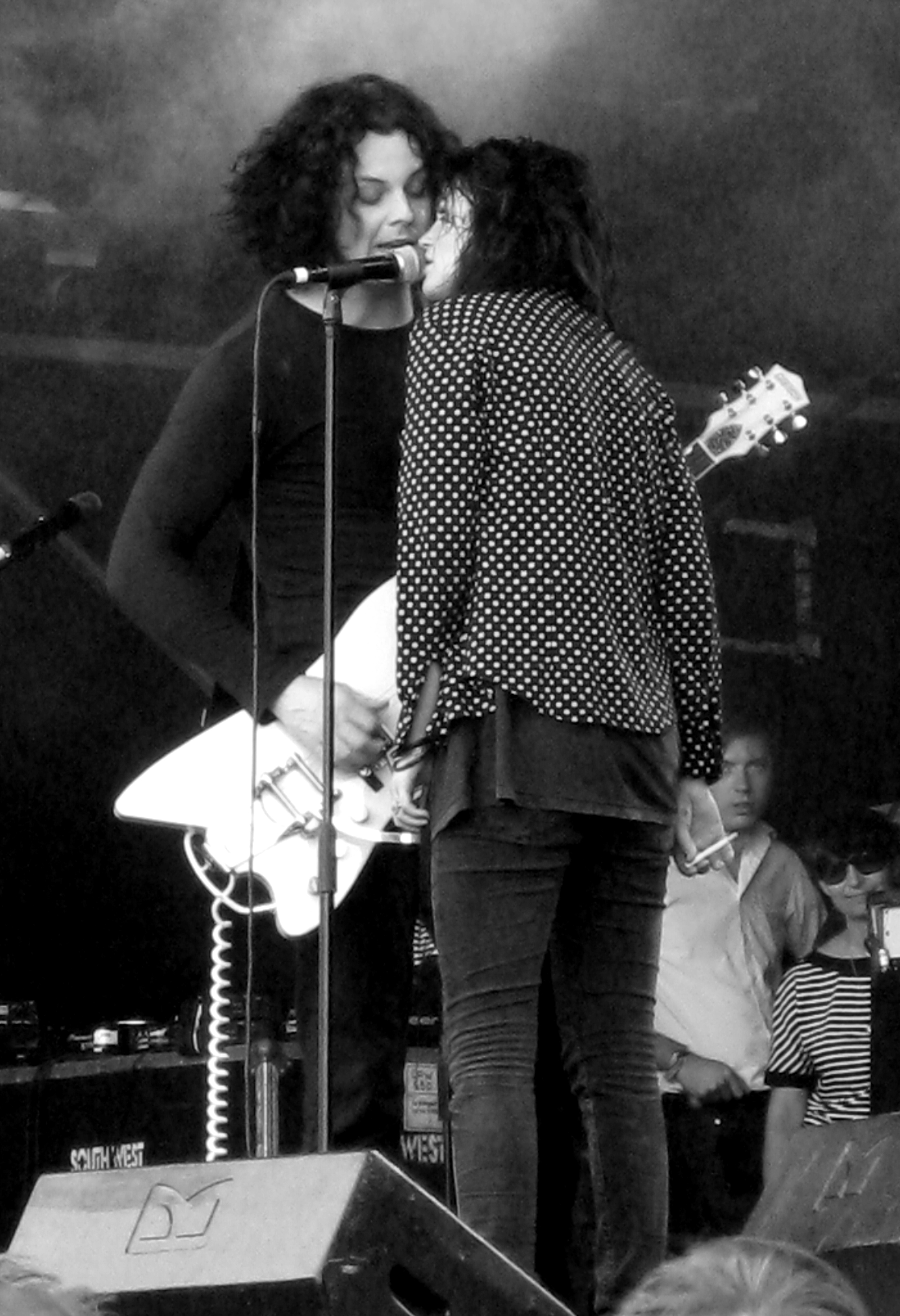
The Dead Weather en Glastonbury 2009.

En marzo de 2009, debutó con su tercera banda, The Dead Weather, en la que Jack White es el encargado de la percusión. El conjunto lo forman Alison Mosshart de The Kills (voz), Jack Lawrence de The Raconteurs (bajo), Dean Fertita de Queens of the Stone Age (guitarra) y Jack White (voz y percusión). Debutaron con el sencillo «Hang You From the Heavens». Además, dirigió el vídeo musical de «I Cut Like a Buffalo», tercer sencillo del primer álbum Horehound.
En 2009 su discográfica Third Man Records auspició un homenaje a Carl Sagan en forma de canción. A la venta el 6 de noviembre, setenta y cinco aniversario del nacimiento del astrónomo, «A Glorious Dawn», parte de fragmentos del programa divulgador de Sagan Cosmos: A Personal Voyage, musicalizados por John Boswell y a los que se ha añadido la voz de Stephen Hawking.

### Carrera solista
El éxito cosechado con The White Stripes le dio a White muchas oportunidades. En 2003 obtuvo un papel secundario en la película Cold Mountain, para la cual también compuso temas para la banda sonora. Ese mismo año, apareció junto con Meg en uno de los cortos dirigidos por Jim Jarmusch en Coffee and Cigarettes. Mientras tanto, White produjo Van Lear Rose, el álbum de 2004 de Loretta Lynn, el cual recibió cinco nominaciones a los premios Grammy, ganando en las categorías de «Mejor Álbum Country» y «Mejor Colaboración Country con Voces». En el 2007 apareció en la película Walk Hard actuando de Elvis Presley.
En 2006 apareció en un concierto de The Rolling Stones en el New York City's Beacon Theater. En 2008, fue el encargado, junto a la cantante y compositora de Soul y R&B Alicia Keys, del tema principal de la película de James Bond, Quantum of Solace, convirtiéndose en el primer dueto en la historia de las películas del agente secreto. La canción «Another Way to Die» de esta vigésimo segunda película del espía 007, ha sido escrita y producida por White, quien también toca la batería. El estreno de la banda sonora fue el 28 de octubre, tan sólo unos días antes de la llegada de la película a las salas de cine.
En 2010, Jack White reveló que grabó una canción con el rapero Jay-Z, pero no dijo si sería para su próximo como solista o para alguna de sus bandas. En 2012 debutó como solista con el álbum Blunderbuss, publicado el 21 de abril, tras ofrecer los adelantos de «Love Interruption» y «Sixteen Saltines».
En 2014 lanzó el que sería su segundo LP en solitario, Lazaretto.

### Otros sucesos
El 14 de octubre de 2014, durante su estancia en México, el tecladista Isaiah Randolph Owens fue encontrado muerto en el hotel Camino Real de Puebla, a causa de un infarto agudo al miocardio.

## Discografía
con The White Stripes
- 1999: The White Stripes
- 2000: De Stijl
- 2001: White Blood Cells
- 2003: Elephant
- 2005: Get Behind Me Satan
- 2007: Icky Thump

con The Raconteurs
- 2006: Broken Boy Soldiers
- 2008: Consolers of the Lonely
- 2019: Help Us Stranger

con The Dead Weather
- 2009: Horehound
- 2010: Sea of Cowards
- 2015: Dodge and Burn

en solitario
- 2012: Blunderbuss
- 2014: Lazaretto
- 2018: Boarding house reach
- 2022: Fear of the Dawn
- 2022: Entering Heaven Alive
- 2024: No Name

como productor
- Lack of Communication, de The Von Bondies (2001)
- Do Rabbits Wonder?, de Whirlwind Heat (2003)
- Van Lear Rose, de Loretta Lynn (2004)
- Sewed Soles, de The Greenhornes (2005)
- The party ain´t over, de Wanda Jackson (2011)

## Filmografía
- 1987: The Rosary Murders, como monaguillo
- 2003: Cold Mountain, como Georgia
- 2003: Coffee and Cigarettes, como él mismo
- 2005: The Fearless Freaks, como él mismo
- 2007: Walk Hard, como Elvis Presley
- 2008: Shine a Light, como él mismo
- 2008: It Might Get Loud, como él mismo
- 2023: Los asesinos de la luna, como actor de show de radio